# Le Chant des oiseaux (film)
Pour les articles homonymes, voir Le Chant des oiseaux (homonymie).
Pour plus de détails, voir Fiche technique et Distribution.
Le Chant des oiseaux (titre original : El cant dels ocells) est un film espagnol en langue catalane réalisé par Albert Serra en 2008, sorti en 2009.

## Synopsis
Les trois Rois Mages voyagent sur la route pour arriver à l'endroit où se trouve l'Enfant Jésus. À travers les montagnes, les déserts, les rivières et les mers, ils discutent sur le trajet à suivre et dorment à la belle étoile. Grâce à l'aide de l'ange, ils arrivent près d'une maison détruite au sommet d'une colline. Ils trouvent la Sainte Famille et se prosternent à terre le long du chemin pour adorer le nouveau-né. Mais c'est déjà l'heure de partir et de revenir chez eux. Les Romains arrivent. Aussi, Joseph, Marie et Jésus sont sur le point de fuir en Égypte.

## Fiche technique
- Titre : Le Chant des oiseaux
- Titre original : El cant dels ocells
- Réalisation et scénario : Albert Serra
- Musique :  El cant dels ocells, interprétation de Pau Casals
- Photographie : Jimmy Gimferrer et Neus Ollé
- Montage : Àngel Martín et Albert Serra
- Société de production : Andergraun Films, Eddie Saeta, Televisió de Catalunya et Capricci Films
- Société de distribution : Capricci Films (France)
- Pays de production :  Espagne
- Langue : catalan
- Genre : Drame
- Durée : 98 minutes
- Date de sortie : 21 janvier 2009 en  France

## Distribution
- Victòria Aragonés : Marie
- Lluís Carbó
- Mark Peranson : Joseph
- Lluís Serrat Batlle
- Lluís Serrat
- Montse Triola